# Institute for Supply Management
Institute for Supply Management (Institut d'adquisició i subministrament), inicialment National Association of Purchasing Managers és una organització sense ànim de lucre que opera en el camp de l'educació i la investigació, i reuneix als professionals nord-americans relacionats amb l'adquisició i subministrament o gestió de compres. Va ser fundat el 1913 després d'una reunió organitzada per l'empresa Thomas Register.
L'ISM publica la revista mensual Inside Supply Management, la qual inclou el «Manufacturing ISM Report on Business», anunciant el primer dia de negocis de cada mes el popular índex de compres Purchasing Managers Index (PMI). Des de juny del 1998 també recull dades del sector no-manufacturer.